# Palácio de Strömsholm
O Palácio de Strömsholm (em sueco: Strömsholms slott;  ouça a pronúncia), por vezes denominado como Castelo de Strömsholm, é um palácio real (kungligt slott) localizado na localidade de Strömsholm, na província histórica da Västmanland, na parte central da Suécia, a uma distância de 140 km de Estocolmo e de 20 km de Västerås.
Está situado em uma ilhota no rio Kolbäck, a leste do Lago Mälaren. Foi erguido sobre o primitivo lugar de uma fortificação e cavalariça real de 1550, mandadas construir pelo rei Gustavo Vasa.
                                                                                     O palácio atual foi construído entre 1669 e 1681 e recebeu mobiliário e interiores em estilo gustaviano entre 1767 e 1775, assim como uma importante coleção de pinturas suecas.
Strömsholm é um importante centro hípico sueco, sendo aí organizado anualmente o Grande Nacional Sueco (Svenskt Grand National) desde 1971.